# Johan Stureson
Johan Stureson, född 3 augusti 1973 i Kristianstad, är en svensk racerförare som för närvarande tävlar i Scandinavian Touring Car Championship för IPS Team Biogas i en Volkswagen Scirocco. Han är son till racerföraren Per Stureson.

## Racingkarriär
Stureson började sin karriär i Formula BMW Junior 1992. Han blev mästare i Swedish GTR Championship 2002 och gick sedan över till Swedish Touring Car Championship 2003. Han har som bäst blivit trea totalt, 2005, då i en Peugeot 407. Till säsongen 2010 bytte han till en BMW 320si, efter att ha tävlat med Peugeot sedan 2004.
Till säsongen 2012 bytte Stureson återigen bil, till en biogasdriven Volkswagen Scirocco.

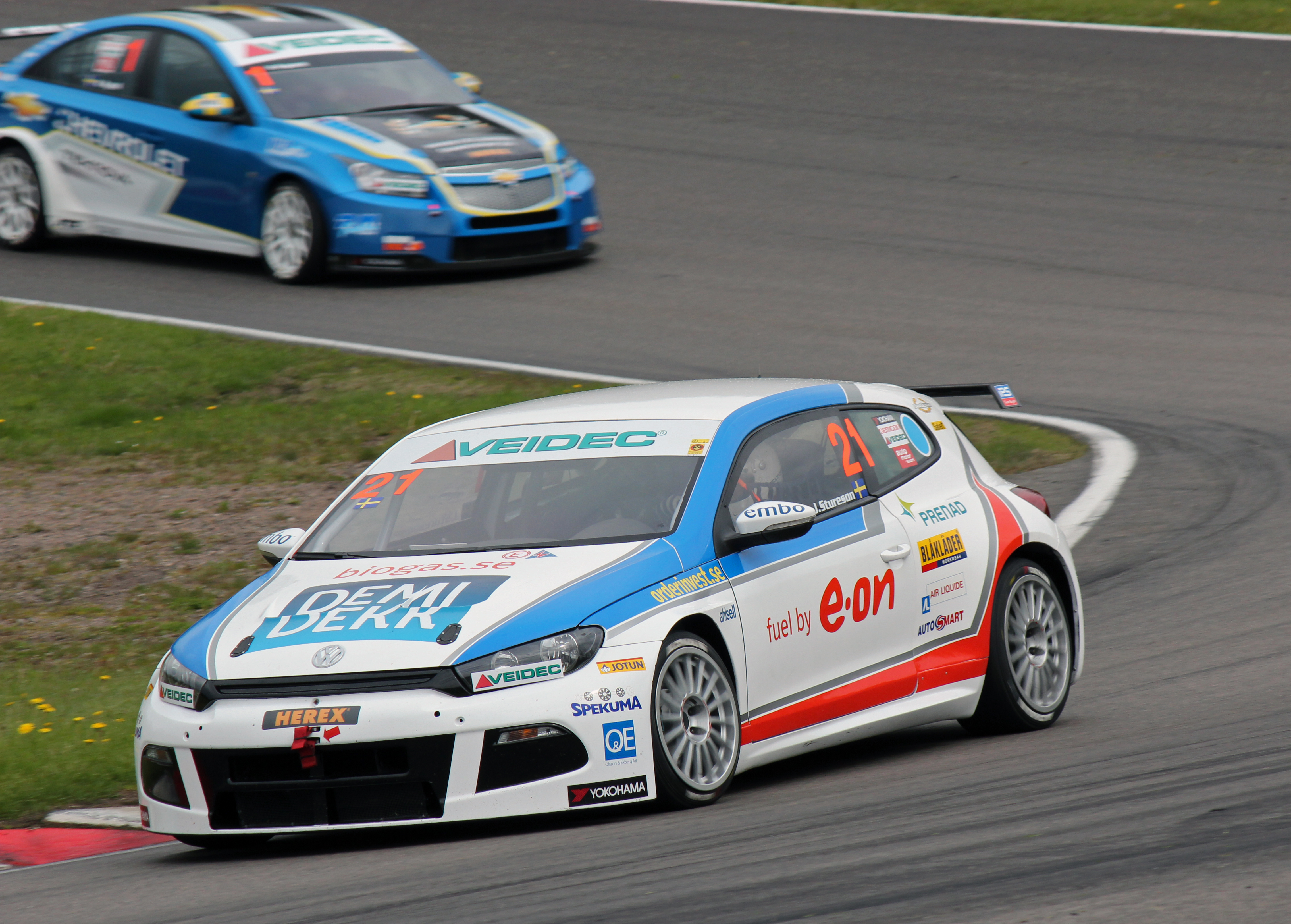
Johan Sturesons Volkswagen Scirocco i Scandinavian Touring Car Championship 2012.